# Синяк, Антон Игоревич
Анто́н И́горевич Синя́к (род. 30 января 1999, Кандалакша, Мурманская область) — российский футболист, защитник клуба «Сокол» (Саратов).

## Клубная карьера
Футболом начал заниматься в 9 лет в Кандалакше, в местной спортивной школе. В 13 лет футболист попал в школу «Автово», а уже через год стал игроком «Газпром»-Академии.
В сезоне 2017/18 провёл 29 матчей, отдал 2 голевые передачи в молодёжном первенстве. 17 июля 2018 года в матче ФНЛ против «Тамбова» (1:2) он, выйдя в стартовом составе, дебютировал за «Зенит-2». 8 августа 2018 года в матче ФНЛ против «Сочи» (1:4) россиянин отметился первым результативным действием за фарм-клуб «Зенита», отдав голевую передачу на Илью Воробьёва. За время выступлений в «Зените-2» Антон Синяк принял участие в 41 матче, в которых сделал 2 результативные передачи.
В феврале 2020 года Антон Синяк на правах арендного соглашения перешёл в «Томь» до конца сезона 2019/20. 9 марта 2020 года в матче ФНЛ против «Химок» (3:0) защитник дебютировал за новый клуб, выйдя в стартовом составе. 27 июля 2020 года Синяк перешёл в «Томь» на правах свободного агента, подписав однолетний контракт. 28 октября 2020 года в матче ФНЛ против «СКА-Хабаровска» (1:2) Антон отметился первым результативным действием за «сибиряков», отдав голевую передачу на Даниила Пенчикова.
18 июля 2021 года Синяк перешёл в «Чайку» (Песчанокопское), подписав двухлетний контракт. 24 июля 2021 года россиянин дебютировал в составе «Чайки» в матче ФНЛ-2 против «Туапсе» (0:3), выйдя в стартовом составе и отдав голевую передачу Александру Хохлачёву. 14 августа 2022 года в матче Второй лиги против клуба «Легион» (Махачкала) (6:1) Антон оформил хет-трик из голевых передач. По итогам первой половины сезона 2022/23 Антон Синяк стал лучшим ассистентом «Чайки», отдав 6 голевых передач. 21 мая 2023 года в матче Второй лиги против «Кубань Холдинга» (0:2) Синяк был удален с поля, получив первую в своей карьере красную карточку.
19 июня 2023 года Антон Синяк перешёл в «Тюмень». 23 июля 2023 года в матче Первой лиги против «СКА-Хабаровска» (2:0) он дебютировал за новый клуб, выйдя в стартовом составе. 27 августа 2023 года в матче Первой лиги против «Акрона» (1:2) Синяк забил дебютный гол за «Тюмень». Этот гол стал для защитника первым в его профессиональной карьере.
11 июня 2024 года Синяк перешёл в саратовский «Сокол», подписав однолетний контракт. 14 июля 2024 года в матче Первой лиги против «Чайки» (1:1) он дебютировал за новую команду, выйдя в стартовом составе. 13 июня 2025 года Антон Синяк продлил контракт с «Соколом» до конца сезона 2025/26.

## Клубная статистика
| Выступление      | Выступление      | Выступление      | Чемпионат | Чемпионат | Кубки | Кубки | Итого | Итого |
| Клуб             | Лига             | Сезон            | Игры      | Голы      | Игры  | Голы  | Игры  | Голы  |
| ---------------- | ---------------- | ---------------- | --------- | --------- | ----- | ----- | ----- | ----- |
| → Зенит-2        | ФНЛ              | 2018/19          | 27        | 0         | —     | —     | 27    | 0     |
| → Зенит-2        | ПФЛ              | 2019/20          | 14        | 0         | —     | —     | 14    | 0     |
| → Зенит-2        | Итого            | Итого            | 41        | 0         | —     | —     | 41    | 0     |
| Томь             | ФНЛ              | → 2019/20        | 2         | 0         | 0     | 0     | 2     | 0     |
| Томь             | ФНЛ              | 2020/21          | 33        | 0         | 1     | 0     | 34    | 0     |
| Томь             | Итого            | Итого            | 35        | 0         | 1     | 0     | 36    | 0     |
| Чайка            | ФНЛ-2            | 2021/22          | 29        | 0         | 5     | 0     | 34    | 0     |
| Чайка            | Вторая лига      | 2022/23          | 28        | 0         | 1     | 0     | 29    | 0     |
| Чайка            | Итого            | Итого            | 57        | 0         | 6     | 0     | 63    | 0     |
| Тюмень           | Первая лига      | 2023/24          | 20        | 1         | 0     | 0     | 20    | 1     |
| Тюмень           | Итого            | Итого            | 20        | 1         | 0     | 0     | 20    | 1     |
| Сокол (Саратов)  | Первая лига      | 2024/25          | 21        | 0         | 2     | 0     | 23    | 0     |
| Сокол (Саратов)  | Первая лига      | 2025/26          | 1         | 0         | 0     | 0     | 1     | 0     |
| Сокол (Саратов)  | Итого            | Итого            | 22        | 0         | 2     | 0     | 24    | 0     |
| Всего за карьеру | Всего за карьеру | Всего за карьеру | 175       | 1         | 9     | 0     | 184   | 1     |

## Достижения
Чайка (Песчанокопское)
- Серебряный призёр Второй лиги (группа 1): 2022/23
- Бронзовый призёр Первенства ФНЛ-2 (группа 1): 2021/22